# مید ایرلاینز (زیمبابوه)
مید ایرلاینز (زیمبابوه) (به انگلیسی: Mid Airlines (Zimbabwe)) یک شرکت هواپیمایی در کشور زیمبابوه است که در تاریخ ۲۰۰۱ میلادی تأسیس شده است.